# Juliana Horatia Ewing

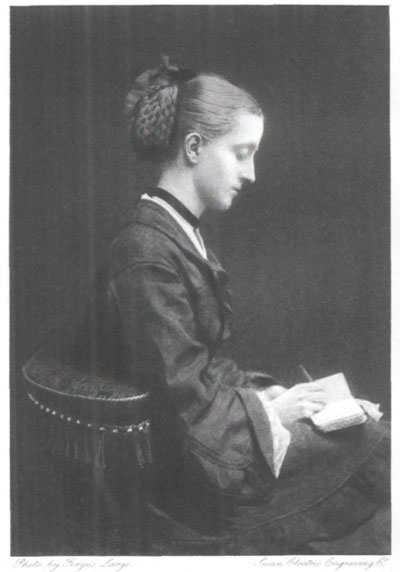
Juliana Horatia Ewing

Juliana Horatia Ewing  (* 3. August 1841 in Ecclesfield, Sheffield, England; † 13. Mai 1885 in Bath) war eine englische Autorin von Kinderbüchern. Diese geben Einsicht in das Kinderleben, Bewunderung des Militärwesens und streng religiösen Glauben.
Sie war das zweite von zehn Kindern des Pfarrers Alfred Gatty, Vicar in Ecclesfield, und der Kinderbuchautorin Margaret Gatty. Am 1. Juni 1867 heiratete sie den schottischen Musiker, Komponisten und Übersetzer Alexander Ewing.

## Werke
- 1862/1885: Melchior's Dream and Other Tales
- 1869: Mrs. Overtheway's Remembrances
- 1872: A Flat Iron for a Farthing
- 1874: Lob Lie-by-the-fire
- 1875: Six to Sixteen
- 1876: Jan of the Windmill
- 1877: A Great Emergency
- 1879: Jackanapes
- 1881: Daddy Darwin's Dovecoat
- 1884: Mary's Meadow
- 1885: The Story of a Short Life
- 1888: Snap-Dragons. A Tale of Christmas Eve.[2]